# 扎利西克
49°1′5″N 30°44′10″E / 49.01806°N 30.73611°E
扎利斯凱（烏克蘭語：Заліське）是位於烏克蘭中部的村莊，由切爾卡瑟州裡茲韋尼霍羅德卡區的塔利內市鎮負責管轄。該村始建於十五世紀，面積32平方公里，海拔高度167米，2007年人口740，人口密度每平方公里23.2人。